# Hypolycaena camotana
Hypolycaena camotana är en fjärilsart som beskrevs av Hans Fruhstorfer 1912. Hypolycaena camotana ingår i släktet Hypolycaena och familjen juvelvingar. Inga underarter finns listade i Catalogue of Life.